# Kersenbladroller
De kersenbladroller (Pandemis cerasana) is een nachtvlinder uit de familie Tortricidae (bladrollers). De vlinder heeft een spanwijdte tussen de 16 en 25 millimeter.
De vlinder komt voor in geheel Europa, en in noordelijk Azië zowel als Noord-Amerika. De vliegtijd is van juni tot in augustus. De kersenbladroller is polyfaag; onder de waardplanten van de rupsen zijn onder andere appel en peer waar ze door vraat voor flinke schade kunnen zorgen.
De vlinder kan in Nederland en België verward worden met Pandemis heparana, een iets algemenere vlinder in die landen, en Pandemis cinnamomeana die daar een zeldzame soort is uit het zuiden.

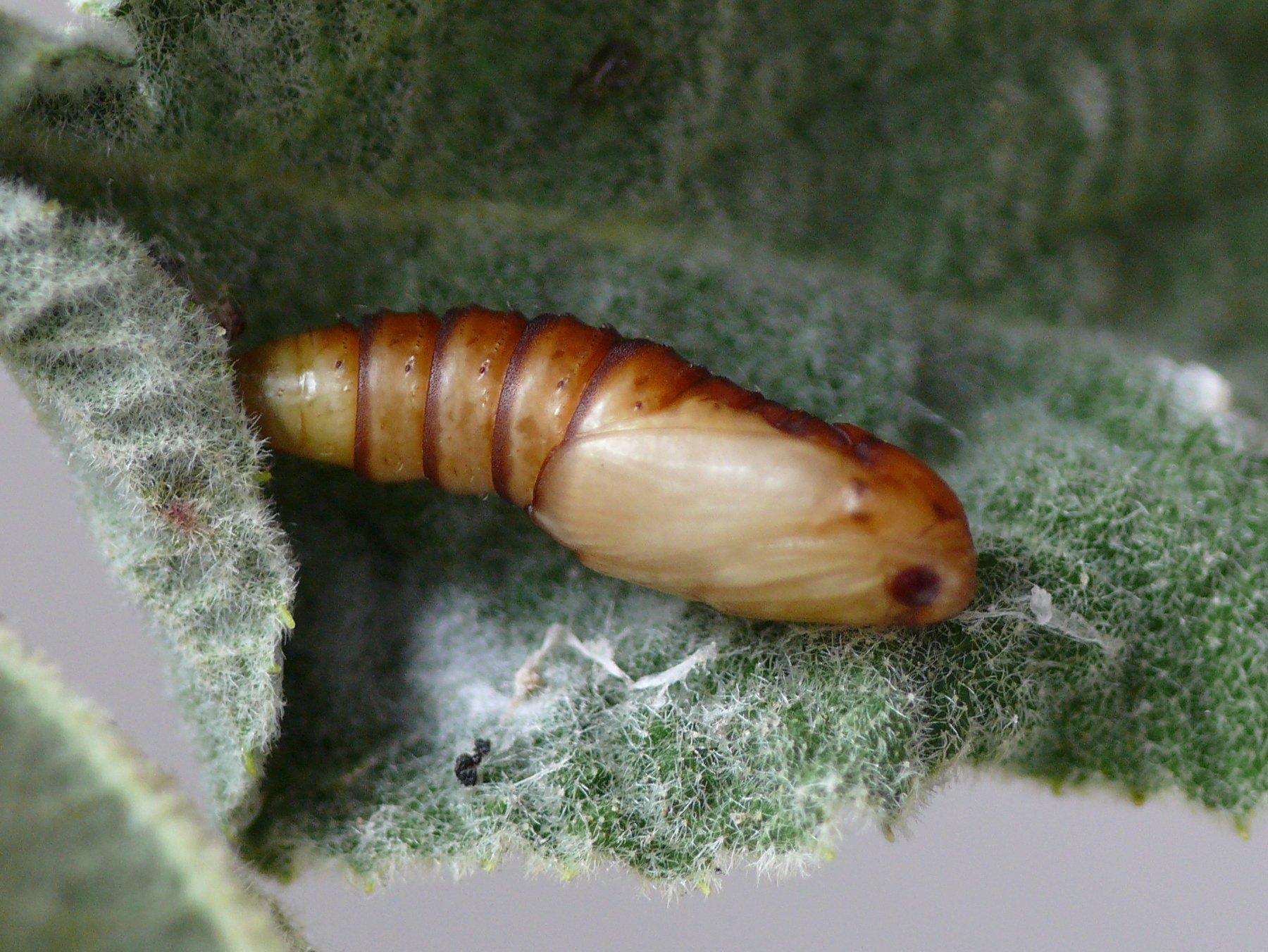
Pop